# Адем Кіліччі
Адем Кіліччі (тур. Adem Kılıçcı, 5 березня 1986, Агри) — турецький боксер, призер чемпіонатів світу і Європи серед аматорів.

## Аматорська кар'єра
На чемпіонаті світу 2007 Адем Кіліччі завоював бронзову медаль у ваговій категорії до 69 кг.
- В 1/16 фіналу переміг Йошиюкі Хірано (Японія) — RSC 1
- В 1/8 фіналу переміг Шералі Мамадалієва (Таджикистан) — 22-8
- В 1/4 фіналу переміг Віталія Грушака (Молдова) — 16-10
- У півфіналі програв Деметріусу Ендред (США) — 6-22

На Олімпійських іграх 2008 програв у першому бою Біллі Джо Сондерс (Велика Британія) — 3-14. Після Олімпіади перейшов до вагової категорії до 75 кг.
На чемпіонаті Європи 2008 програв у першому бою.
На чемпіонаті світу 2009 після двох перемог програв у 1/8 фіналу Сергію Дерев'янченко (Україна) — 6-13.
На чемпіонаті Європи 2010 після двох перемог програв у чвертьфіналі Артему Чеботарьову (Росія) — 5-6.
На чемпіонаті Європи 2011 завоював срібну медаль.
- В 1/8 фіналу переміг Віталія Бондаренко (Білорусь) — 20-17
- В 1/4 фіналу переміг Рахіба Бейлярова (Азербайджан) — 27-10
- У півфіналі переміг Джаба Хосіташвілі (Грузія) — 19-14
- У фіналі програв Максиму Коптякову (Росія) — 15-18

На чемпіонаті світу 2011 програв у першому бою.
На Олімпійських іграх 2012 Адем Кіліччі переміг  Нурсахата Паззієва (Туркменістан) та Александра Дреновака (Сербія), а у чвертьфіналі програв Мурата Рьота (Японія) — 13-17.
2015 року Адем Кіліччі здобув путівку на третю Олімпіаду, посівши перше місце у серії AIBA Pro Boxing, але до початку Олімпіади він був відсторонений від участі в змаганні через позитивний результат на допінг повторного аналізу зразків, зданих під час Олімпійських ігор 2012. Боксер був дискваліфікований, а результати його виступів на Олімпіаді 2012 анульовані.